# Wilhelm Ludwig Bogislav von Steinwehr
Wilhelm Ludwig Bogislav von Steinwehr (* 15. Februar 1774 in Berlin; † 12. Dezember 1854 ebenda) war preußischer Generalleutnant und zuletzt Präses der Obermilitär-Examinationskommission.

## Leben

### Herkunft
Wilhelm Ludwig Bogislav war Angehöriger des ursprünglich holsteinischen Adelsgeschlecht Steinwehr. Seine Eltern waren der preußische Generalmajor Friedrich Wilhelm von Steinwehr (1733–1809) und dessen Ehefrau Margarethe Henriette von Below (* 16. Juni 1744; † 28. Juni 1775) aus dem Haus Klein-Machlin.

### Werdegang
Er ging am 26. September 1783 als Kadett nach Berlin, dort kam er am 1. April 1786 zur Academie militaire. Am 23. März 1791 wurde er Fähnrich im Infanterie-Regiment Nr. 26. Am 8. Juni 1793 wurde er Seconde-Lieutenant und als solcher nahm er 1794/95 am  Feldzug in Polen teil. Von 1796 bis zum 31. Mai 1799 war er Adjutant im Regiment, vom 20. März 1804 an war er dann Adjutant im Generalstab. Am 3. Juni 1804 wurde er zum Premier-Lieutenant befördert, bevor er 1805 dann Adjutant beim General von Larisch wurde. Am 23. November 1806 wurde er noch Stabshauptmann, im folgenden Vierten Koalitionskrieg kämpfte er in der Schlacht bei Preußisch Eylau und im Gefecht bei Königsberg. Für Preußisch Eylau erhielt er am 21. Februar 1807 den Pour le Mérite.
Am 6. Mai 1807 wurde er Hauptmann und Quartiermeister-Leutnant, am 26. Dezember 1808 kam er dann in den Generalstab der Brigade Tauentzien. Die Beförderung zum Major im Generalstab erhielt er am 24. Mai 1809. Da er auf Grund einer Erkrankung nicht mehr feldtauglich war, bat er um seinen Abschied. Aber Scharnhorst und der König beschlossen, ihn am 19. August 1811 zum Allgemeinen Kriegsdepartement zu versetzen. Dort wurde er am 8. Dezember 1813 zum Oberstleutnant ernannt. Für seine Leistungen im Kriegsdepartement wurde er am 3. Juni 1814 mit dem Eisernen Kreuz 2. Klasse am weißen Bande sowie die Kriegsgedenkmünze ausgezeichnet. Am 23. Februar 1815 wurde er Direktor der Obermilitär-Examinationskommission. Am 3. April 1815 bekam er die Erlaubnis, das Offizierskreuz der französischen Ehrenlegion zu tragen, dazu erfolgte am 20. Juni 1815 die Beförderung zum Oberst.
Am 15. Mai 1816 bekam er zudem die Erlaubnis den schwedischen Schwert-Orden zu tragen, am 30. März 1820 wurde er Generalmajor mit Patent zum 3. April 1820. Am 26. Juli 1823 erhielt er das Dienstkreuz und am 22. Januar 1826 den Roten Adlerorden 2. Klasse mit Eichenlaub. Am 30. März 1832 wurde er noch Präses der Obermilitär-Examinationskommission, am 18. Januar 1833 bekam er den Stern zum Roten Adlerorden 2. Klasse. Am 5. März 1834 erhielt er wegen seiner Erkrankung seinen Abschied als Generalleutnant mit Pension. Er starb am 12. Dezember 1854 in Berlin und wurde am 16. Dezember 1854 auf dem Friedhof in Berlin-Schöneberg beigesetzt.

### Familie
Er heiratete am 3. März 1808 in Breslau Henriette Juliane Charlotte Günther (1798–1857), eine Tochter des Handlungsbuchhalters Karl Friedrich Günther. Das Paar hatte nur einen Sohn:
- Karl Heinrich Hermann (* 29. September 1809; † 15. August 1811)